# 鍾麟 (嘉慶)
钟麟（？—？），浙江萧山人，清朝政治人物。吏员出身。
钟麟曾于1801年接替胡念祖任娄县知县一职，1801年由杨桂接任。